# Росток, Марлис
Марлис Росток (нем. Marlies Rostock; род. 20 апреля 1960 года, Клингенталь, Карл-Маркс-Штадт) — восточногерманская лыжница, олимпийская чемпионка, призёрка чемпионата мира. Бывшая жена известного двоеборца Уве Дотцауэра.

## Карьера
На Олимпийских играх 1980 года в Лейк-Плэсиде, завоевала золотую медаль в эстафете, кроме того бала 9-й в гонке на 5 км и 7-й в гонке на 10 км.
На чемпионате мира-1978 в Лахти завоевала серебряную медаль в эстафетной гонке.